# 수원시 팔달구의 국회의원

## 행정구역 변천
- 1993년 2월 1일 경기도 수원시 팔달구 설치
- 1994년 12월 26일 화성군 태안면 영통리·신리 일부·망포리 일부, 용인군 기흥읍 영덕리 일부 편입
- 1995년 4월 20일 화성군 태안면 신리·망포리 편입
- 2003년 11월 24일 장안구 북수동, 장안동, 신풍동, 화서동, 권선구 매교동, 교동, 매산동, 고등동 편입, 매탄동, 영통동, 원천동, 이의동이 신설 영통구에 편입

## 수원시 팔달구의 역대 국회의원
| 대수   | 이름           | 소속정당     | 임기                              | 선거구역                               |
| ------ | -------------- | ------------ | --------------------------------- | -------------------------------------- |
| 제15대 | 남평우(南平祐) | 신한국당     | 1996년 5월 30일 ~ 1998년 3월 13일 | 수원시 팔달구 일원                     |
| 제15대 | 남경필(南景弼) | 한나라당     | 1998년 7월 22일 ~ 2000년 5월 29일 | 수원시 팔달구 일원                     |
| 제16대 | 남경필(南景弼) | 한나라당     | 2000년 5월 30일 ~ 2004년 5월 29일 | 수원시 팔달구 일원                     |
| 제17대 | 남경필(南景弼) | 한나라당     | 2004년 5월 30일 ~ 2008년 5월 29일 | 수원시 팔달구 일원                     |
| 제18대 | 남경필(南景弼) | 한나라당     | 2008년 5월 30일 ~ 2012년 5월 29일 | 수원시 팔달구 일원                     |
| 제19대 | 남경필(南景弼) | 새누리당     | 2012년 5월 30일 ~ 2014년 5월 15일 | 수원시 병: 팔달구 일원, 권선구 서둔동  |
| 제19대 | 김용남(金勇男) | 새누리당     | 2014년 7월 31일 ~ 2016년 5월 29일 | 수원시 병: 팔달구 일원, 권선구 서둔동  |
| 제20대 | 김영진(金榮鎭) | 더불어민주당 | 2016년 5월 30일 ~ 2020년 5월 29일 | 수원시 병: 팔달구 일원                 |
| 제21대 | 김영진(金榮鎭) | 더불어민주당 | 2020년 5월 30일 ~ 2024년 5월 29일 | 수원시 병: 팔달구 일원                 |
| 제22대 | 김영진(金榮鎭) | 더불어민주당 | 2024년 5월 30일 ~ 현재            | 수원시 병: 팔달구 일원, 권선구 세류1동 |

## 같이 보기
- 수원시 병
- 수원시 권선구 을
- 수원시 팔달구 (선거구)
- 수원시의 국회의원
- 수원시 장안구의 국회의원
- 수원시 권선구의 국회의원
- 수원시 영통구의 국회의원
- 화성시의 국회의원
- 용인시의 국회의원